# Franco Rotella
Franco Rotella (Génova, 16 de noviembre de 1966 - Génova, 20 de abril de 2009) fue un futbolista italiano que ocupó la posición de centrocampista. Jugó más de 300 partidos en la liga italiana en equipos como el Genoa, el SPAL, el Triestina, el Pisa, el Atalanta y el Imperia.

## Clubes
| Club               | País   | Año       | Partidos | Goles |
| ------------------ | ------ | --------- | -------- | ----- |
| Genoa              | Italia | 1983–1991 | 83       | 4     |
| SPAL (cedido)      | Italia | 1985–1986 | 27       | 3     |
| Triestina (cedido) | Italia | 1990      | 25       | 2     |
| Pisa               | Italia | 1991-1994 | 105      | 7     |
| Atalanta           | Italia | 1994–1997 | 46       | 2     |
| Imperia            | Italia | 1997–1998 | 24       | 7     |